# Alberto Ralha
Alberto José Nunes Correia Ralha GOIH • GCIP (Odemira, Vila Nova de Milfontes, 18 de maio de 1921 — Almada, Costa da Caparica, 3 de janeiro de 2010) foi um farmacêutico, químico orgânico e político português.

## Biografia
Alberto Ralha nasceu em 18 de maio de 1921 em Vila Nova de Milfontes, filho de Alberto Rodrigues Correia Ralha, e de sua mulher Ana Assis Nunes Faísca Lamy dono de uma farmácia lisboeta.

### O percurso académico
Licenciado em Farmácia pela Escola de Farmácia da Universidade de Lisboa, em 1943, com 18 valores, Alberto Ralha foi regente da disciplina de Química Orgânica Farmacêutica deste estabelecimento de ensino superior entre 1944 e 1957, data em que abandonou a carreira docente.

### A actividade no domínio da farmácia
Neto de um farmacêutico lisboeta, Alberto Ralha estava habituado ao mundo da farmácia desde muito jovem, quando muitos dos medicamentos tinham de ser preparados na altura.
No pós-guerra foi bolseiro nas universidades de Madrid, Zurique e Basileia e, em 1953, estagiário no Instituto de Tecnologia de Massachusetts (MIT).
Entre 1949 e 1970 desenvolveu actividade como investigador farmacêutico, dirigindo esta actividade na empresa farmacêutica Laboratório Normal.
Entre 1980 e 1983 foi bastonário da Ordem dos Farmacêuticos, cargo em que foi responsável pela reorganização da Ordem e da profissão.

### O Laboratório de Polícia Científica
Alberto Ralha foi, em 1957, o responsável científico pela criação e entrada em funcionamento do Laboratório de Polícia Científica da Polícia Judiciária, de que foi o primeiro director num mandato exercido até 1970.

### A actividade na educação e na ciência

#### O investigador das questões da educação e da ciência
Foi membro do Conselho Consultivo de Ciência da Fundação Calouste Gulbenkian entre 1963 e 1974.
Integrou a equipa-piloto portuguesa que, no âmbito da OCDE, entre 1965 e 1968, fez o estudo das necessidades de investigação científica e técnica em relação com o desenvolvimento económico e social do País.

#### O responsável da administração pública
Alberto Ralha dirigiu, no âmbito do Ministério da Educação Nacional, o Secretariado da Reforma Educativa
Em 1974 era Director-Geral do Ensino Superior do Ministério da Educação.
Entre Março de 1984 e Dezembro de 1986 foi presidente do Instituto Nacional de Investigação Científica, terminando a sua carreira no domínio da administração pública como presidente da Comissão Nacional do Programa para o Desenvolvimento Educativo, entre 1990 e 1994.

### O político
Em 1974, Alberto Ralha foi um dos fundadores do Centro Democrático Social (CDS) colaborando com Diogo Freitas do Amaral e Adelino Amaro da Costa.
Foi Secretário de Estado do Ensino Superior no VIII Governo Constitucional, com Victor Crespo como ministro, cargo a que retornou no XI Governo Constitucional, com Roberto Carneiro.
Alberto Ralha morreu em 3 de Janeiro de 2010, aos 88 anos, na sua casa na Costa de Caparica.

## Condecorações
- Grande-Oficial da Ordem do Infante D. Henrique em 9 de junho de 1994.[11]
- Grã-Cruz da Ordem da Instrução Pública em 27 de agosto de 2003.[11]